# Спинаццола
Спинаццо́ла (итал. Spinazzola) — коммуна в Италии расположена  в области Апулия, подчиняется административному центру Барлетта-Андрия-Трани.
По данным Национального института статистики, на 01.01.2024 года, население коммуны составляло 5892 человека, плотность населения ─ 32,02 чел./км². Коммуна занимает площадь 184,01 км². 
Почтовый индекс — 76014. Телефонный код — 0883.
Покровителями коммуны почитаются святой Себастьян, день его памяти ежегодно отмечается 20 января, и Пресвятая Богородица (итал. Madonna del Bosco), день памяти ─ 12 августа.

## География
Городок расположен на невысокой горной террасе с видом на долину реки Локоне. Обилие ручьёв, стекающих со склонов окрестных гор делает Спинаццолу районом богатым водой, что контрастирует с типичным для этих мест недостатком воды.

## Климат
Согласно климатической классификации итальянских муниципалитетов, Спинаццола входит в климатическую зону D, количество градусо-дней составляет 1748.

## История
Город был основан в эпоху расцвета Рима. Его идентифицируют с древним Статио-ад-Питум (Statio ad Pinum) на Аппиевой дороге.

## Экономика
Основа экономической деятельности муниципалитета — сельское хозяйство, поскольку он находится в центре очень плодородной и подходящей для возделывания зерновых территории. Изобилие воды способствует также выращиванию овощных культур, таких как помидоры.

## Демография
Название жителей ─ спинаццоле́зи.

### Национальный состав
По данным Национального института статистики на 01.01.2022 года на территории коммуны проживало 6027 человек, из них 214 ─ были иностранными гражданами, что составило 3,6% от всего населения коммуны.
Этнический состав населения коммуны на 01.01.2022
| Национальность | Численность человек | Доля в % |
| -------------- | ------------------- | -------- |
| Итальянцы      | 5813                | 96,5     |
| Румыны         | 95                  | 1,6      |
| Тунисцы        | 24                  | 0,4      |
| Грузины        | 16                  | 0,2      |
| Китайцы        | 14                  | 0,2      |
| Индийцы        | 7                   | 0,1      |
| Украинцы       | 6                   | 0,1      |
| Албанцы        | 5                   | 0,1      |
| Другие         | 47                  | 0,8      |
| Итого          | 6027                | 100      |

На 01.01.2023 года население коммуны составляет 5 934 человека, плотность населения ─ 32,25 чел./км².
Спинаццола является самым маленьким муниципалитетом в провинции Барлетта-Андрия-Трани по численности населения.

### Гендерный состав
Численность населения коммуны по полу по состоянию на 1 января 2022 года: число мужчин составило 2 908 человек (48,2%), число женщин ─ 3119 человек (51,8%).

## Администрация коммуны
Главой коммуны является мэр Микеле Патруно (итал. Michele Patruno), с 5 октября 2021 года.
Муниципалитет входит в движение «Соглашение мэров».
По территории коммуны проходит эногастрономический маршрут «Strada dei Vini DOC della Murgia Carsica».

## Города-побратимы
- Вербания, Италия (с 1995)[9]

## Известные уроженцы
- Де Чезаре, Карло (1824—1882) — итальянский экономист и государственный деятель[10].
- Иннокентий XII (1615 ─ 1700) ─ Папа Римский.
- Руджери, Микеле (1543 ─ 1607) ─ католический священник-иезуит, один из основателей первой иезуитской миссии в Китае[11].